# Denzil Best
Denzil DaCosta Best (New York, 27 april 1917 – aldaar, 24 mei 1965) was een Amerikaanse jazzdrummer en -componist.

## Biografie
Best, die werd opgeleid in piano, trompet en bas, concentreerde zich vanaf 1943 op de drumset vanwege longschade. Tussen 1943 en 1944 werkte hij voor Ben Webster, vervolgens voor Coleman Hawkins (1944/45), Illinois Jacquet (1946) en Chubby Jackson. Hij speelde daar ook met moderne jazzmusici. Hij was betrokken bij een opname met George Shearing in 1948 en werd een van de oprichters van diens kwartet in 1949 (waarin hij bleef tot 1952). In 1949 werkte hij ook aan belangrijke, soms vrij geïmproviseerde opnamen van Lennie Tristano (Crosscurrents) en nam hij later ook op met Lee Konitz. Na een auto-ongeluk speelde hij in 1954 met Artie Shaw, voordat hij in het trio van Erroll Garner (1955 tot 1957, Concert by the Sea) werkte. Hij speelde toen met Phineas Newborn, Nina Simone, Billie Holiday en Tyree Glenn. In 1962 was hij nog betrokken bij de eerste plaat van Sheila Jordan. Door verlamming (waarschijnlijk door afzettingen in de gewrichten) kon hij niet meer werken.
In tegenstelling tot de meeste bop-drummers, die de muzikale evenementen met accenten laadden tegen de basismaat en dus extra ritmische intensiteit creëerden, zette Best consequent de legato-ontwikkeling voort die al was geïnitieerd door 'Papa' Jo Jones. Hij speelde met de metrum, gebruikte bijna alleen jazzbezems en gebruikte zelden luide accenten. Met deze manier van spelen was hij niet alleen een voorbeeld voor de drummers van de cool jazz, rond 1950 werd het ook gekopieerd in talloze bar-muziekcombo's.
Best componeerde enkele relevante nummers van de bop, waarvan sommige ook in vroege cool jazz werden gespeeld, zoals Move, Wee en Dee Dee's Dance en waarschijnlijk, samen met zijn vriend Thelonious Monk, Bemsha Swing. Zijn compositie 45 Degree Angle werd ook opgenomen door Mary Lou Williams en Herbie Nichols (Love, Gloom, Cash, Love, 1957).

## Overlijden
Denzil Best overleed in mei 1965 op 48-jarige leeftijd, na een val in een metrostation.